# Siechhaus (Iphofen)
Siechhaus (auch Kobel) ist eine Wüstung auf dem Gebiet der Stadt Iphofen im unterfränkischen Landkreis Kitzingen.

## Geografische Lage
Die Lage der Wüstung ist aus den archivalischen Angaben leicht zu identifizieren. Das Siechhaus war etwa 1050 m südöstlich des Iphöfer Marktplatzes an der Straße nach Markt Einersheim zu finden. Hier verläuft der linker Oberlauf Siechhausbach des Sickersbachs und wird über eine kleine Brücke in Richtung Einersheim geführt. Der Name des Baches verweist auf den ehemaligen Siedlungsplatz. Die Stelle ist heute weitgehend überbaut, die Flurlage Siechhaus hat sich dennoch erhalten.

## Geschichte
Der Ortsname verweist auf die medizinische Bedeutung des Hauses. Während siech im Mittelhochdeutschen krank oder aussätzig bedeutet, kann kobel mit enges, schlechtes Haus übersetzt werden. Ursprünglich war mit dem Siechhaus ein Quarantänespital außerhalb der Stadtmauern gemeint. Hier wurden die von der Lepra befallenen Bürger gepflegt. Später wurde hier ein Pfründner-Heim für alte Mitbürger eingerichtet.
Erstmals erwähnt wurde das Siechhaus im Jahr 1460. Im Jahr 1545 wurde erstmals eine „Ordenung deß Kobels Oder Siechhaus der Stadt Iphoven“ genannt. Sie regelte in 40 Kapiteln das Zusammenleben der kranken Menschen auf engem Raum. Ein Kobelmeister hatte die Aufsicht über die Aussätzigen, während ein Siechendiener in der Stadt um Naturalien bettelte. Neben dem eigentlichen Siechhaus lagen ein Obst- und ein Gemüsegarten, außerdem besaß das Haus mehrere Weinberge in Richtung Rödelsee.
Die Ordnung bestand bis ins Jahr 1626. Die Krankheit begann im 17. Jahrhundert auszusterben. Im Jahr 1631 wurde der letzte „Sundersieche“ im Iphöfer Siechhaus aufgenommen. Nach dem Tod des letzten Insassen wurde das Siechhaus in ein Beständerhaus umgewandelt. Später zerfiel es. 1738 tauchte in einer Zehntbeschreibung erstmals die Flurlage „beym Siechhaus“ auf. Im Jahr 1857 wurde sie „beim hintern Siechhaus“ genannt.